# Смирнов Дмитро Олександрович (футболіст, 1969)
Дмитро Смирнов (рос. Дми́трий Алекса́ндрович Смирно́в; нар. 14 серпня 1969) — російський футболіст, півзахисник.

## Життєпис
Перший клуб - «Динамо» (Москва) (1987-1991). За головну команду не грав, за другу провів 76 матчів, забив 6 м'ячів у Другій лізі. Останню першість СРСР провів у ризькій «Пардаугава», яка зайняла останнє, 22-ге місце в першій лізі - зіграв 35 матчів, забив 3 м'ячі. 1992 року перейшов до «Таврії». У футболці кримського клубу дебютував 16 лютого 1992 року у переможному (2:0) виїзнову поєдинку 1/32 фіналу кубку України проти севастопольської «Чайки». Дмитро вийшов у стартовому складі, а на 76-ій хвилині його замінив Сефер Алінбаєв. 7 березня 2003 року дебютував за сімферопольців у чемпіонаті України, в переможному (2:0) домашньому матчі 1-го туру 1-ї підгрупи проти запорізького «Торпедо». Смирнов вийшов на поле у стартовому складі та відіграв увесь поєдинок. У 1992 році провів 5 матчів за сімферопольську команду, яка стала першим чемпіоном України. Ще 2 поєдинки у футболці «Таврії» зіграв у кубку України. Після повернення до Росії грав у клубах нижчих дивізіонів: «Шинник» (Ярославль) (1992-1993), «Вимпел» (Рибінськ) (1993), «Техінвест-М» (Московський)/МНС-Селятино (1994-1997). У сезоні 1997/1998 років виступав за азербайджанський «Кяпаз», в складі якого став чемпіоном країни. Останній клуб - «Сатурн-2» (1999).

## Досягнення
Таврія (Сімферополь)
- Вища ліга чемпіонату України
  -  Чемпіон (1): 1992

Кяпаз
- Вища ліга чемпіонату Азербайджана
  -  Чемпіон (1): 1997/98